# Нечаевка (Хлевенский район)
Неча́евка — деревня Хлевенского района Липецкой области России. Входит в состав Синдякинского сельсовета.

## География
Расположен в пределах Средне-Русской возвышенности в подзоне лесостепи, примыкая к западной окраине деревни Плещеево. Примерно в 800 метрах к востоку протекает река Воронеж.
Уличная сеть
Улица — Надгорная и переулок — Родниковый.

## История
С 2004 года деревня входит в муниципальное образование Синдякинский сельсовет, образованное в границах одноимённой АТЕ в соответствии с законами Липецкой области № 114-оз от 02.07.2004 и № 126-оз от 3.09.2004.

## Население
| 2009 | 2010 |
| ---- | ---- |
| 31   | ↘30  |

## Инфраструктура
Действовала МТФ. 

## Транспорт
Ближайшие остановки общественного транспорта — «Синдякино», находится в центре сельсовета Синдякино и «Плещеево» в деревне Плещеево.